# Vendels härad
Vendels härad var ett historiskt härad i norra Uppland. Vendels härad omfattade enligt en kyrklig skatteuppbördslängd för den så kallade sexårsgärden från år 1314 och markgäldsförteckningen 1312 socknarna Tegelsmora och Vendel. Det kan möjligen antas att det tidigare omfattat Harbo, Våla (Östervåla), Nora och Tolfta.
Vendels härad delades sedermera i Örbyhus härad och Våla härad.

## Historia
Vendels härad var en del av det medeltida uppländska folklandet Tiundaland. Namnet kommer ur Vendels hundare, med rötter ur fornsvenskans Vændil vilket är en böjning av stammen Wand- i betydelsen vatten. Det är f.ö. samma ord som ligger till grund för till exempel Vandal och Vendsyssel. 
Vendels hundare omfattade möjligen tidigare Våla härad. Detta har antagits av det skälet att Tiundaland i äldsta kända dokument omfattar tolv hundaren i stället för de tio namnet antyder ursprungligen ingått, och Våla härad i markgäldsförteckningen 1314 upptas som en underavdelning till Vendels hundare. Dessutom har Våla härad relativt få byar med forntida anor, det mesta av bebyggelsen där verkar ha tillkommit först under tidig medeltid. Några entydiga belägg finns dock inte, och åtminstone 1296 omtalas Våla som ett eget hundare. Vendelbygden har förhistoriska anor och fynd från båtgravar nära Vendels kyrka har kommit att namnge hela den arkeologiska perioden mellan folkvandringstiden och vikingatiden, nämligen Vendeltiden vilken räknas mellan åren 550 och 800 e.Kr. Området stod under denna tid i förbindelse till Mälaren och Gamla Uppsala genom Vendelån och Fyrisån och var troligtvis centrum i ett utvecklat högreståndssamhälle. Kring Vendel och närbelägna Valsgärde har välbevarade fynd från tiden grävts fram, och i den s.k. Ottarshögen ska enligt traditionen Ottar Vendelkråka vara begraven. Kráka tycks vara ett öknamn för Vendelbor.
Vendels kyrka har anor från det sena 1200-talet och det närbelägna Husby antyder genom sitt namn att det här också legat en kungsgård. Vid kyrkan fanns ursprungligen häradets tingsplats, vilken senare flyttades till Örbyhus i Vendels socken. Här lades under 1400-talet grunden till Örbyhus slott av Gustav Vasas farfar Johan Kristiernsson (Vasa). Efter att slottet förvärvats av kungen byggdes anläggningen ut till en kraftig borg, som dock aldrig kom att användas i försvarssyfte. mest känt är istället slottet som fängelse och då särskilt som platsen där kung Erik XIV ändade sina dagar i februari år 1577, förgiftad av ärtsoppa som traditionen säger.